# Miss Atlántico Internacional 2016
Miss Atlántico Internacional 2016 fue la 22.ª edición del concurso Miss Atlántico Internacional, el cual se realizó en la Punta del Este, Uruguay, el 18 de febrero de 2016 entre concursantes de 14 países que se enfrentaron por el título ostentado por Reina Prescott, Miss Atlántico Internacional 2015 de Panamá, quien coronó como su sucesora a Elena Delicado de España.

## Resultados
| Posiciones                        | Delegada                              |
| --------------------------------- | ------------------------------------- |
| Miss Atlántico Internacional 2016 | - España - Elena Delicado             |
| Primera finalista                 | - Argentina - Constanza María Moltini |
| Segunda finalista                 | - Uruguay - Wanda Escalera            |

### Premios Especiales
| Resultado Final         | Candidata                      |
| ----------------------- | ------------------------------ |
| Mejor Traje Nacional    | - Ecuador - María José Otavalo |
| Mejor Traje de Fantasía | - Panamá - Tatiana Bernard     |
| Miss Fotogénica         | - México - Alejandra García    |
| Miss Internet           | - Brasil - Beatriz Oliveira    |

## Candidatas
| País/Territorio      | Candidata                    | Edad | Estatura (m) |
| -------------------- | ---------------------------- | ---- | ------------ |
| Argentina            | Constanza María Moltini      | 25   | 1,77         |
| Brasil               | Beatriz Oliveira             | 18   | 1,77         |
| Chile                | Yarela Miranda Lucka         | 20   | 1,74         |
| Colombia             | Alejandra Rocha              | 23   | 1,72         |
| Ecuador              | María José Otavalo           | 18   | 1,75         |
| España               | Elena Delicado López         | 18   | 1,78         |
| Haití                | Rebecca Therency             | 27   | 1,72         |
| México               | Alejandra García             | 21   | 1,70         |
| Nigeria              | Olajumoke Adetunji           | 20   | 1,72         |
| Panamá               | Tatiana Bernard              | 23   | 1,73         |
| Paraguay             | Ariadna Medina               | 18   | 1,72         |
| República Dominicana | Sara Morales                 | 24   | 1,71         |
| Uruguay              | Wanda Nataly Escalera Aldana | 19   | 1,72         |
| Venezuela            | Mónica Errico                | 24   | 1,71         |